# Кремпе (Штајнбург)
Кремпе (њем. Krempe) град је у њемачкој савезној држави Шлезвиг-Холштајн. Једно је од 112 општинских средишта округа Штајнбург. Према процјени из 2010. у граду је живјело 2.347 становника. Посједује регионалну шифру (AGS) 1061055.

## Географски и демографски подаци
Кремпе се налази у савезној држави Шлезвиг-Холштајн у округу Штајнбург. Град се налази на надморској висини од 6 метара. Површина општине износи 3,4 km². У самом граду је, према процјени из 2010. године, живјело 2.347 становника. Просјечна густина становништва износи 692 становника/km².